# Karolina-árok alsó álbarlangja
A Karolina-árok alsó álbarlangja a Duna–Ipoly Nemzeti Parkban lévő Visegrádi-hegységben, Pomázon, a Karolina-árokban található egyik álbarlang. Turista útikalauzokban is meg van említve az üreg.

## Leírás
A Karolina-ároknak a Holdvilág-árokba való betorkollásától 200 méterrel feljebb található. Az üreg a völgy talpvonalán van, a bejárata a sziklaszorosból dél felé néz. Egy szűk mederszakasz beboltozódása alkotja az álbarlangot.
A kőzetanyagát agglomerátum és különböző szemcsenagyságú tufarétegek alkotják. Az álbarlangnál mindössze csak 160 centiméter széles, de 4–5 méter magas a völgy időszakos patakjának a sziklamedre, amelybe alkalmanként a nyugati oldalról 5 méter magas vízesés zúdul be. Ennek az alkalmi vízesésnek a munkája az álbarlang. A falait az erózió mélyítette be, a tetejére pedig szintén a víz görgette a sziklatömböket és sodorta a földet. Ennek a magassága 4,8 méter, a szélessége pedig 1,6 méter.
A bejáratot kőgörgetegekkel beboltozott, közel függőleges falú, 4,6 méter hosszú, befelé enyhén szűkülő sziklafolyosó követi. Az oldalfalain jól megfigyelhető a többségében agglomerátumból és kevesebb tufából álló rétegzettség. A hátsó falat alámosásos leszakadások formálták zegzugossá. Az átlagos magassága 4,5 méter. Az alját kőgörgetegek és uszadékfa alkotja.
1984-ben volt először Karolina-árok alsó álbarlangja néven említve az álbarlang az irodalmában. Előfordul irodalmában Karolina árok alsó álbarlangja (Ozoray 1963) és Karolina-árok alsó barlangja (Eszterhás 1993) neveken is.

## Kutatástörténet
Az 1963. évi Karszt és Barlangban megjelent, Ozoray György által írt tanulmány szerint a Karolina-árokban néhány jelentéktelen méretű, de alaktana, eredete miatt érdekes nemkarsztos üreg van. A Karolina-árok torkolatától néhány száz méterre körülbelül 5 méter magas völgylépcső van. Alig 2–3 méter széles itt a felfelé keskenyedő, áthajló falú szakadék. Nem teljesen azonos a két fal agglomerátum anyaga, de lefelé túlsúlyba kerül a tufa és mindkét oldalon finomodik a szemcsenagyság. Majdnem függőleges tengelyű a bevágódás. Az erózió ezt a szakaszt lehet, hogy egy ferde kőzetrés mentén alakította ki.
A felső völgylépcső alját egy durvaszemű, ellenálló agglomerátumpad képezi. Ezt az időszakos vízfolyás a kőzetrés mentén vágta át, hozzájutva az alatta fekvő, puhább rétegekhez. A szakadék alsó szintjének végét befedik, kőfülkévé alakítják a hajdani vízesésfalnál lezuhant agglomerátumtömbök. Genetikailag ez a forma eróziós szakadékból áltetővel való lefedéssel keletkezett álbarlang. Elölről nyitott, két oldala sziklafal, amely eróziós szinlőkkel is barázdált. Ökölnyi görgeteg fedi alját. Tetejét rázuhant sziklatömbök alkotják, melyek közt több köbméteres is van. Hátsó fala eróziósan jött létre és leszakadások változtatták meg.
Valószínűleg a legtöbb víz nem szemből, hanem jobb oldalról zuhogott le. Jelenleg teljesen száraz az álbarlang. Az áltető ráhordott földdel-agyaggal tömített tömbjei kis dombot alkotnak a felső völgylépcső alján. Ez eltéríti a víz útját. Ehelyett kis, alig deciméternyi mély sziklamedret vájt magának a víz, amely az álbarlangot felül nyugatról, jobbról kerüli meg. Befelé szűkül az álbarlang. Könnyen feltraverzálhatunk bent. Egy kicsit visszamászva, jobb oldalon lehet keresztülcsúszni egy szűk nyíláson a törmeléktömbök és a szikla közt.
A felső völgylépcsőre így lehet feljutni. A publikációhoz mellékelve lett egy metszettérkép, amely a Karolina-árok alsó álbarlangját és környékét ábrázolja. A térképet Fodor Tamásné és Ozoray György készítette. Az 1967-ben kiadott Pilis útikalauz című könyvben az olvasható, hogy a Karolina-árok függőlegesen leszakadó lépcsői tövében kis üregek találhatók, melyek omladékkal barlangszerűen el vannak torlaszolva. Az 1974-ben megjelent Pilis útikalauz című könyvben, a Pilis hegység és a Visegrádi-hegység barlangjainak jegyzékében (19–20. old.) meg van említve, hogy a Pilis hegység és a Visegrádi-hegység barlangjai között vannak a Karolina-árok üregei. A Visegrádi-hegység barlangjait leíró részben meg van ismételve az 1967-es útikalauzban említett ismertetés.
Az 1976-ban befejezett és Bertalan Károly által írt Magyarország barlangleltára című kéziratban az van írva, hogy a Karolina árok alsó álbarlangja a Pilis hegységben, a Visegrádi-hegységben, Pomázon, Csobánkától É-ra kb. 2,5 km-re, a Holdvilág-árok jobb oldali mellékkúpjában található. A torkolattól felfelé néhány száz m-re, 5 m magas völgylépcsőnél van bejárata. Az üreg 7 m hosszú és 5 m magas. Az andezitagglomerátumba vágódott vízesés eróziós szakadékát rázuhant tömbök fedik be. A kézirat álbarlangra vonatkozó része 3 irodalmi mű alapján lett írva.
Az 1984-ben megjelent Magyarország barlangjai című könyv országos barlanglistájában szerepel az álbarlang Karolina-árok alsó álbarlangja néven a Szentendre–Visegrádi-hegység barlangjai között. A listához kapcsolódóan látható a Dunazug-hegység barlangjainak földrajzi elhelyezkedését bemutató 1:500 000-es méretarányú térképen az álbarlang földrajzi elhelyezkedése. Az 1986. évi Karszt és Barlangban megjelent bibliográfia regionális bibliográfia részében szerepel az álbarlang Karolina-árok alsó álbarlangja néven. Az összeállítás szerint a Karszt és Barlangban publikált írások közül 1 foglalkozik az álbarlanggal.
Eszterhás István Magyarország nemkarsztos barlangjainak listája című, 1989-ben készült kéziratában az olvasható, hogy a Visegrádi-hegységben, a 4900-as barlangkataszteri területen, Pomázon lévő Karolina-árok alsó álbarlangja andezitagglomerátumban alakult ki. A barlang 7 m hosszú és 5 m mély. A listában meg van említve az a Magyarországon, nem karsztkőzetben kialakult, létrehozott 220 objektum (203 barlang és 17 mesterséges üreg), amelyek 1989. év végéig váltak ismertté. Magyarországon 14 barlang keletkezett andezitagglomerátumban. Az összeállítás szerint Kordos László 1984-ben kiadott barlanglistájában fel van sorolva 119 olyan barlang is, amelyek nem karsztkőzetben jöttek létre.
Az Eszterhás István által írt Magyarország nemkarsztos barlangjainak lajstroma című, 1993-ban készült kéziratban meg van említve, hogy a Visegrádi-hegységben, a 4900-as barlangkataszteri területen, Pomázon helyezkedik el a Karolina-árok alsó barlangja. Az andezitagglomerátumban keletkezett barlang 7 m hosszú és 5 m mély. Az összeállításban fel van sorolva az a Magyarországon, nem karsztkőzetben kialakult, létrehozott 520 objektum (478 barlang és 42 mesterséges üreg), amelyek 1993 végéig ismertté váltak. Magyarországon 53 barlang, illetve mesterségesen létrehozott, barlangnak nevezett üreg alakult ki, lett kialakítva andezitagglomerátumban. A Visegrádi-hegységben 33 barlang jött létre nem karsztkőzetben.
1997-ben Eszterhás Istvánék kutatták át részletesen és ők is feltérképezték. A 2001. november 12-én készült Magyarország nemkarsztos barlangjainak irodalomjegyzéke című kézirat barlangnévmutatójában szerepel a Karolina-árok alsó álbarlangja. A barlangnévmutatóban fel van sorolva 8 irodalmi mű, amelyek foglalkoznak az üreggel. A 364. és a 366. tételek nem említik, a 363. és a 365. tételek említik. A 2014. évi Karsztfejlődésben megjelent tanulmányban az olvasható, hogy a Visegrádi-hegység 101 barlangjának egyike a Pomázon található, 4,6 m hosszú és 4,5 m magas Karolina-árok alsó álbarlangja.